# Alberto Rabagliati
Alberto Rabagliati (26 de junio de 1906-8 de marzo de 1974) fue un cantante, actor y locutor radiofónico de nacionalidad italiana.

## Biografía
Nacido en Milán, Italia, sus padres eran Leandro Valentino Rabagliati, un comerciante de vinos, y Delfina Besso, ambos originarios de Casorzo, en la provincia de Asti. 
En 1927 resultó vencedor del concurso lanzado por la Fox Film Corporation para la búsqueda de un doble que pudiese sustituir a Rodolfo Valentino, desaparecido el año anterior. Se mudó de Milán a Hollywood, entrando en un ambiente desconocido para él. Permaneció cuatro años en los Estados Unidos, pero su carrera de actor en el cine americano nunca despegó y se vio interrumpida bruscamente cuando su productor Fox lo despidió por haberlo encontrado con su amante. Sin embargo, durante su permanencia en América tuvo la posibilidad de familiarizarse con los nuevos géneros musicales: el jazz, el swing y el scat.
De nuevo en Europa, emprendió la carrera de cantante. Tras una breve y positiva experiencia con la orquesta Blue Star de Pippo Barzizza, trabajó con la orquesta cubana Lecuona Cuban Boys, actuando con la cara pintada de negro y llevando al éxito la canción Maria la O.
Durante una noche con Lecuona Cuban Boys, Rabagliati conoció a Giovanni D'Anzi, que le propuso hacer una prueba para el Ente Italiano per le Audizioni Radiofoniche (EIAR), que superó, entrando a formar parte de los cantantes de la Orquesta Cetra dirigida por Pippo Barzizza. En poco tiempo llegó a ser una celebridad de la radio italiana, al punto de tener, en 1941, un programa propio. 
Todos los lunes por la tarde emitía Canta Rabagliati, programa en el cual el cantante interpretaba sus piezas de mayor fama, como Ma l'amore no, Mattinata fiorentina, Ba-ba-baciami piccina, Silenzioso slow, Bambina innamorata, Amigos vamos a baillar, Guarda un po' o Ho perduto i tuoi baci. Se hizo tan famoso que incluso fue citado en las letras de las canciones La famiglia canterina, Quando canta Rabagliati y Quando la radio (escrita por Carlo Prato).
Muy admirado por el público femenino, en una época en la cual se prohibía la xenofilia, a Rabagliati se le permitía mantener un estilo estadounidense, y el régimen fascista decidió utilizar su fama eligiendo una de sus canciones, C'è una casetta piccina (sposi), como himno de la campaña demográfica. Sin embargo, Benito Mussolini desdeñaba la música de Rabagliati: en una ocasión, viendo que Claretta Petacci escuchaba uno de sus discos, lo cogió y lo rompió exclamando: «¡Me dijeron que este Rabagliati en América! ¡Vuelve! ¡En Italia podemos prescindir de Rabagliati y de Toscanini!».
La enorme fama alcanzada como cantante marcó su carrera de actor. Desde 1940 a 1965 actuó en una veintena de filmes, entre ellos La condesa descalza, Montecarlo, Il vedovo y Signore & signori. En 1954 fue elegido por The Walt Disney Company para doblar la parte cantada del personaje de Kirk Douglas en la película Veinte mil leguas de viaje submarino.
Rabagliati fue también muy activo en el teatro hasta mediados de los años 1950, actuando en revistas y comedias musicales de Pietro Garinei y Sandro Giovannini. Su última actuación pública tuvo lugar en 1974 junto a Mina Mazzini y Raffaella Carrà en el programa televisivo Milleluci. Poco después de la grabación del show, el 8 de marzo de ese año, Alberto Rabagliati fallecía en Roma a causa de una trombosis cerebral. El programa fue emitido de manera póstuma el 16 de marzo de 1974. Rabagliati fue enterrado en el Cementerio Flaminio de Roma, junto a su madre. El cantante había estado casado con Maria Antonietta Tonnini, con la que contrajo matrimonio en Roma en 1954.

## Teatro de variedades
- 1945 : Roma città chiusa
- 1945 : Pirulì Pirulì... non andrà sempre così, de Pietro Garinei y Sandro Giovannini

## Televisión
- 1960 : Una famiglia di Cilapponi, de Flaminio Bollini

## Selección de su discografía

### 78 RPM
- 1939 : Vorrei volar / Canzone del deserto (Cetra, IT 674)
- 1940 : Brilla una stella in ciel / Il maestro improvvisa (Cetra, IT 801; con el Trio Lescano)
- 1940 : Il maestro improvvisa / Due occhi neri (Cetra, IT 804; con el Trio Lescano)
- 1940 : Ba ba baciami piccina / Il primo pensiero (Cetra, IT 806)
- 1941 : Signorinella / Prima rondine (Cetra, DC 4009)
- 1945 : Alleluja / Male d'amore (Cetra, AA 434)
- 1946 : Le campane di Santa Maria / Voglio bene soltanto a te (Cetra, AA 462)
- 1947 : Babalu / Bahia (Cetra, DC 4627)
- 1947 : La famiglia musicale / Passano gli anni (Cetra, DC 4628)
- 1948 : La mer / La vie en rose (Cetra, DC 4773)
- 1948 : Chanson du souvenir / Mam'selle (Cetra, DC 4774)
- 1951 – Ascoltando Puccini / A Rio Negro (Cetra, DC 5721)

### 33 RPM
- 1956 : Le canzoni de "La Madonina" (Durium, ms A 568; con Evelina Sironi)
- 1962 : Giorgio Gaslini presenta Alberto Rabagliati (Dischi Ricordi, MRL 6027)
- 1966 : Le canzoni de "La Madonina" | Nostalgia de Milan (Durium, ms AI 77130; con Evelina Sironi, reeditada en ms A 568)
- 1967 : Quando canta Rabagliati (Dischi Ricordi, SMRP 9043)

### EP
- 1959 : Un po' di poesía / Quando canta Rabagliati / Tu musica divina / Oi Marì...oi Marì... (Fonit Cetra, EPE 3073)

## Selección de su filmografía
- 1928 : El ángel de la calle, de Frank Borzage
- 1930 : Sei tu l'amore?, de Alfredo Sabato y Guido Trento
- 1940 : Una famiglia impossibile, de Carlo Ludovico Bragaglia
- 1942 : La scuola dei timidi, de Carlo Ludovico Bragaglia
- 1943 : In cerca di felicità, de Giacomo Gentilomo
- 1943 : Lascia cantare il cuore, de Roberto Savarese
- 1943 : La vita è bella, de Carlo Ludovico Bragaglia
- 1946 : Partenza ore 7, de Mario Mattoli
- 1947 : Natale al campo 119, de Pietro Francisci
- 1951 : Le avventure di Mandrin, de Mario Soldati
- 1953 : Crossed Swords, de Milton Krims
- 1954 : La condesa descalza, de Joseph Mankiewicz
- 1955 : Scuola elementare, de Alberto Lattuada
- 1955 : Quando tramonta il sole, de Guido Brignone
- 1956 : Montecarlo, de Giulio Macchi
- 1957 Susanna tutta panna, de Steno
- 1959 : Il vedovo, de Dino Risi
- 1959 : Il raccomandato di ferro, de Marcello Baldi
- 1959 : La cento chilometri, de Giulio Petroni
- 1962 : Jessica, de Jean Negulesco
- 1962 : Il mio amico Benito, de Giorgio Bianchi
- 1964 : Panic Button, de George Sherman
- 1965 : Signore & signori, de Pietro Germi